# Udinese Calcio
Maillots
Actualités
L'Udinese Calcio, littéralement Udinese Football, couramment appelé Udinese est un club de football italien fondé en 1896 et basé dans la ville d'Udine.
Udinese Calcio évolue en Serie A depuis son accession parmi l'élite lors de la saison 1995-1996. l'Udinese utilise le motto I Primi Bianconeri d'Italia car il est connu comme le premier club qui a utilisé des maillots avec les couleurs Bianconeri (Noirs et Blancs) en Italie, avant même la Juventus qui s'est inspirée des friulani.
Peu axée sur la formation, l'Udinese s'est fait une spécialité, grâce à un réseau très efficace d'observateurs, de la découverte partout dans le monde et de la mise en évidence de jeunes talents.

## Repères historiques

### Fondation
Le club est fondé en 1896 sous le nom de Società Udinese di Ginnastica e Scherma. C'est un club de gymnastique et d'escrime. Le football y est introduit cette même année à la suite du premier championnat d'Italie de football. Il s'agit donc du second club le plus âgé de l'histoire du football italien après le Genoa. L'Udinese inscrit sans grande conviction une quinzaine de joueurs amateurs pour y participer, et gagne ce premier championnat d'Italie face aux dix autres équipes italiennes participantes. Mais ce ne fut qu'en 1898 que la fédération italienne de football fut créée (FIGC), et le titre de champion de l'Udinese ne fut pas homologué...
La section football connut son démarrage réel en 1910. En 1922, la première édition de la Coupe d'Italie vit l'Udinese en finale contre Vado Ligure, l'équipe ligurienne gagnant la finale à la dernière minute de la prolongation par 1-0. En 1923, le club est rebaptisé Udinese Calcio.
En 1924, le club emménage au Stade Moretti.
Le club connaît le meilleur classement de son histoire lors de la saison 1954-55 en décrochant la 2e place en Serie A.

### Années 80
Lors du mercato de l'été 1983, le club réussit a faire venir Zico, alors joueur vedette de l'équipe brésilienne. Ce transfert mettra les projecteurs sur le modeste club de l'Udinese durant les deux saisons que "le Pelé blanc" passera au sein de l'équipe.

### Histoire récente
Le club est pris en main en 1986 par Giampaolo Pozzo, riche industriel local. Après quelques années de hauts et de bas, le club se stabilise en Serie A depuis 1995, fruit d'une politique sportive exemplaire. Il termine notamment 3e en 1997-1998 et 4e en 2004-2005, décrochant à cette occasion son billet pour la Ligue des champions pour la première fois de son histoire.
L'Udinese a terminé à la 7e place de la Serie A Italienne 2007-2008 et participé à la Coupe de l'UEFA 2008-2009 qui l'a vue échouer en quarts de finale face au Werder Brême, futur finaliste.
Sa 7e place en Serie A 2008-2009 ne lui a pas permis de se qualifier à nouveau pour l'exercice 2009/2010 de la Ligue Europa.
La saison 2009-2010 de l'Udinese est plus décevante dans la mesure où le club termine 15e de la Serie A au terme d'une année marquée par les doutes, le manque de réussite et le temporaire éloignement de son entraîneur Pasquale Marino. Sur le plan des satisfactions, on retiendra cependant l'accession à la demi-finale de la Coupe d'Italie (élimination contre l'AS Rome) et surtout le titre de meilleur buteur du championnat décroché par Antonio Di Natale, avec 29 réalisations, qui devient ainsi le plus prolifique buteur de l'histoire du club.
Le 21 mai 2010 est annoncé le remplacement de l'entraîneur Pasquale Marino par Francesco Guidolin qui renoue ainsi avec le club qu'il entraîna avec succès lors d'une saison 1998-1999 couronnée par une satisfaisante 6e place. Au terme de la saison 2010-2011, Udinese se qualifie pour la Ligue des champions en finissant quatrième de Serie A mais perd l'attaquant Alexis Sánchez transféré au FC Barcelone et le milieu Gökhan Inler transféré au SSC Naples.
Malgré ces deux départs, le club arrive à maintenir un niveau similaire lors de la saison 2011-2012 en accrochant la troisième place, synonyme d'accession en barrages de la Ligue des champions. Principal artisan de cette réussite, le buteur Antonio Di Natale n'arrive cependant pas à accrocher le titre de Capocannoniere pour la troisième fois consécutive, malgré ses 23 buts. Il est devancé par Zlatan Ibrahimović (AC Milan, 28 buts), Diego Milito (Inter Milan, 24 buts) et Edinson Cavani (SSC Naples, 23 buts mais moins de cartons jaunes). En 2023, le club annonce la nomination de Gabriele Cioffi comme nouvel entraîneur.

## Palmarès
| Compétitions nationales | Compétitions internationales |
| --- | --- |
| - Champion d'Italie de Serie B (D2) - 1925, 1956, 1979 - Champion d'Italie de Serie C1 (D3) - 1930, 1949, 1978 - Vainqueur de la Coupe de la Serie C - 1978 Jeunes - Champion d'Italie des -19 ans - 1981 - Vainqueur de la Coupe d'Italie des -19 ans - 1993 - Champion d'Italie des -19 ans B - 1964 | - Vainqueur de la Coupe anglo-italienne - 1978 - Vainqueur de la Coupe Mitropa - 1980 - Vainqueur de la Coupe Intertoto - 2000 Estival - Trophée Naranja - 2005 - Trophée Birra Moretti - 1998 |

## Personnages du club

### Entraîneurs depuis 1992
- 1992-1993 :  Albertino Bigon
- 1993-1994 :  Azeglio Vicini
- 1994-1995 :  Giovanni Galeone
- 1995-1998 :  Alberto Zaccheroni
- 1998-1999 :  Francesco Guidolin
- 1999-2001 :  Luigi De Canio
- 2001-2001 :  Luciano Spalletti
- 2001-2001 :  Roy Hodgson
- 2001-2002 :  Giampiero Ventura
- 2002-2005 :  Luciano Spalletti
- 2005-2006 :  Serse Cosmi

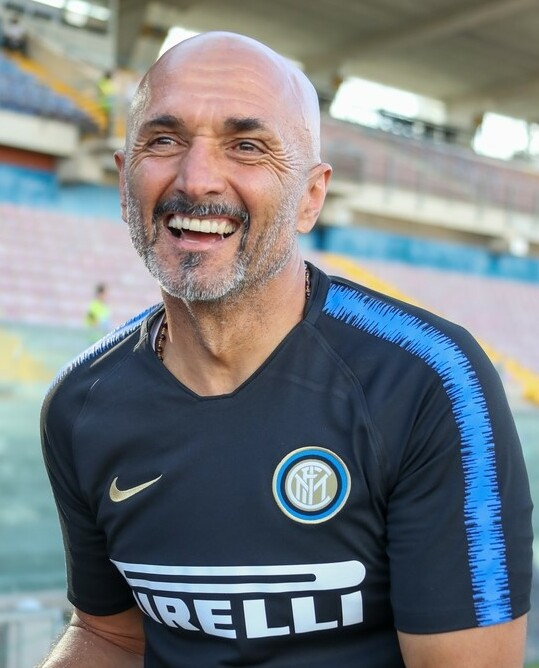
Luciano Spalletti

- 2006-2006 :  Loris Dominissini et Nestor Sensini
- 2006-2007 :  Giovanni Galeone
- 2007-2007 :  Alberto Malesani
- 2007-2009 :  Pasquale Marino
- 2009-2010 :  Giovanni De Biasi
- 2010-2010 :  Pasquale Marino
- 2010-2014 :  Francesco Guidolin
- 2014-2015 :  Andrea Stramaccioni
- 2015-2016 :  Stefano Colantuono
- 2016 :  Luigi De Canio
- 2016 :  Giuseppe Iachini
- 2016-2017 :  Luigi Delneri[5]
- 2017-2018 :  Massimo Oddo[5]
- 2018 :  Igor Tudor[6]
- 2018 :  Julio Velázquez
- 2018-2019 :  Davide Nicola
- 2019-2020 :  Igor Tudor
- 2020-2021 :  Luca Gotti
- déc. 2021-juin 2022 :  Gabriele Cioffi
- juin 2022-oct. 2023 :  Andrea Sottil
- oct. 2023-avr. 2024 :  Gabriele Cioffi
- avr. 2024-juin 2024 :  Fabio Cannavaro
- depuis juin 2024 :  Kosta Runjaic

### Effectif professionnel actuel
Le premier tableau liste l'effectif professionnel de l'Udinese Calcio pour la saison 2025-2026. Le second recense les prêts effectués par le club lors de cette même saison.
En grisé, les sélections de joueurs internationaux chez les jeunes mais n'ayant jamais été appelés aux échelons supérieurs une fois l'âge-limite dépassé ou les joueurs ayant pris leur retraite internationale.

## Identité du club

### Écussons

Logo de 1995 à 2010.
Logo depuis 2010.

## Adversaires européens
Les équipes en italique n'ont été rencontrées que dans le cadre de la Coupe Intertoto.
- Bayer Leverkusen (à 2 reprises)
- Borussia Dortmund
- Werder Brême (à 2 reprises)
- Austria Vienne
- Red Bull Salzbourg
- Široki Brijeg
- Levski Sofia
- Dinamo Zagreb
- Sigma Olomouc
- Slavia Prague
- Slovan Liberec
- AaB Aalborg (à 2 reprises)
- Arsenal
- Liverpool
- Tottenham
- Atlético Madrid
- FC Barcelone
- RC Lens
- Stade rennais
- Panathinaïkos
- Paniónios GSS
- PAOK Salonique
- Ajax Amsterdam
- AZ Alkmaar
- KP Polonia Varsovie
- Lech Poznań
- Legia Varsovie
- Widzew Łódź
- Sporting Braga
- Sporting Portugal
- Anzhi Makhatchkala
- Spartak Moscou
- Zénith Saint-Pétersbourg
- Celtic Glasgow
- Young Boys Berne